# Front national pour le salut de la Bulgarie
Le Front national pour le salut de la Bulgarie (en bulgare Национален фронт за спасение на България/Natzionalen Front za Spasenie na Bulgaria, abrégé en NFSB), est un parti politique bulgare de tendance nationaliste.

## Histoire
Le parti est fondé le 17 mai 2011 à Bourgas par plus de 820 personnes venues de tout le pays et principalement des villes de Varna, Choumen, Assénovgrad, Pazardjik, Plovdiv, Vratsa, Svilengrad, Lovetch, Tchirpan, Stara Zagora, Vidin et Dobritch.
Le parti se dote de trois dirigeants - Valeri Simeonov, Valentin Kasabov et Dancho Hadzhiev. Maria Petrova est, quant à elle, nommée secrétaire du parti. Le Conseil politique national du parti comprend 19 membres.
Le parti défend un programme eurosceptique, anti-immigration et anti-islam, visant à la fois à s'opposer avec virulence à la Turquie et aux droits de la minorité musulmane bulgare.

## Direction
- Leader : Valeri Simeonov
- Leader : Valentin Kasabov
- Leader : Dancho Hadzhiev
- Secrétaire : Maria Petrova

## Élections

### Élection présidentielle de 2011
Le parti a nommé Stefan Solakov comme candidat pour l'élection présidentielle de 2011 avec Galina Vasileva comme suppléante.
Il a terminé à la 5e place, remportant 84 205 voix (2,50 % des suffrages exprimés).

### Élections locales de 2011
Lors des élections locales de 2011 à Bourgas, le dirigeant du parti, Valeri Simeonov a fini à la 2de place, avec 11,25 % des suffrages exprimés.

### Élections législatives de 2013
Lors des élections législatives de 2013, le Front national pour le salut de la Bulgarie a remporté 3,7 % des suffrages exprimés, mais n'est pas parvenu pas à franchir le seuil de 4 % des voix nécessaire pour obtenir des députés.

### Élections européennes de 2014
Lors des élections européennes de 2014, le front ne remporte que 68 376 voix, soit 3,05 % et aucun député.